# Andreas Seppi
Andreas Seppi (Bolzano, 1984. február 21. –) német anyanyelvű, olasz hivatásos teniszező. Eddigi pályafutása során három ATP-tornát nyert meg. Kedvenc borítása a salak. Eddigi legjobb eredményét ATP Masters 1000-es tornákon a 2008-as Hamburg Mastersen nyújtotta, ahol az elődöntőig jutott. A 2009-es Australian Openen és a 2011-es US Openen párosban negyeddöntőbe jutott. Kétszeres olimpiai résztvevő. Először a 2008-as pekingi olimpián vett részt, ahol egyesben a második fordulóban vereséget szenvedett a cseh Tomáš Berdychtől, párosban Simone Bolellivel az oldalán az első körben kapott ki a későbbi győztes Roger Federer, Stanislas Wawrinka duótól. Négy évvel később a 2012-es londoni olimpián egyesben szintén a második fordulóban kapott ki a későbbi bronzérmes Juan Martín del Potrótól, párosban pedig Daniele Bracciali partnereként veszített az első fordulóban a Tomáš Berdych, Radek Štěpánek cseh kettőstől.

## ATP-döntői

### Egyéni

#### Győzelmei (3)
| Összesítés                                            | Összesítés |
| ----------------------------------------------------- | ---------- |
| Grand Slam-torna                                      | (0)        |
| ATP World Tour Masters 1000 / ATP Masters Series      | (0)        |
| ATP World Tour 500 Series / International Series Gold | (0)        |
| ATP World Tour 250 Series / International Series      | (3)        |
| ATP World Tour Finals / Tennis Masters Cup            | (0)        |

|   | Dátum             | Torna                           | Borítás | Ellenfél a döntőben | Eredmény a döntőben      |
| 1 | 2011. június 12.  | AEGON International, Eastbourne | Fű      | Janko Tipsarević    | 7–6(5), 3–6, 5–3 feladta |
| 2 | 2012. május 6.    | Serbia Open, Belgrád            | Salak   | Benoît Paire        | 6–3, 6–2                 |
| 3 | 2012. október 21. | Kreml Kupa, Moszkva             | Kemény  | Thomaz Bellucci     | 3–6, 7–6(3), 6–3         |

#### Elvesztett döntői (5)
|   | Dátum                | Torna                           | Borítás    | Ellenfél a döntőben    | Eredmény a döntőben |
| 1 | 2007. szeptember 13. | Allianz Suisse Open, Gstaad     | Salak      | Paul-Henri Mathieu     | 7–6(1), 4–6, 5–7    |
| 2 | 2012. június 18.     | AEGON International, Eastbourne | Fű         | Andy Roddick           | 3–6, 2–6            |
| 3 | 2012. szeptember 23. | Moselle Open, Metz              | Kemény (f) | Jo-Wilfried Tsonga     | 1–6, 2–6            |
| 4 | 2015. február 8.     | PBZ Zagreb Indoors, Zágráb      | Kemény (f) | Guillermo García López | 6–7(4), 3–6         |
| 5 | 2015. június 21.     | Gerry Weber Open, Halle         | Fű         | Roger Federer          | 6–7(1), 4–6         |

### Páros

#### Elvesztett döntői (6)
|   | Dátum            | Torna                           | Borítás     | Partner            | Ellenfelek a döntőben             | Eredmény a döntőben |
| 1 | 2006. január 30. | PBZ Zagreb Indoors, Zágráb      | Szőnyeg (f) | Davide Sanguinetti | Jaroslav Levinský Michal Mertiňák | 6–7, 1–6            |
| 2 | 2010. július 12. | Swedish Open, Båstad            | Salak       | Simone Vagnozzi    | Robert Lindstedt Horia Tecău      | 4–6, 5–7            |
| 3 | 2010. október 4. | Japan Open, Tokió               | Kemény      | Dmitrij Turszunov  | Eric Butorac Jean-Julien Rojer    | 3–6, 2–6            |
| 4 | 2011. január 3.  | Qatar ExxonMobil Open, Doha     | Kemény      | Daniele Bracciali  | Marc López Rafael Nadal           | 3–6, 6–7            |
| 5 | 2011. június 12. | AEGON International, Eastbourne | Fű          | Grigor Dimitrov    | Jónátán Erlich Andi Rám           | 3–6, 3–6            |
| 6 | 2013. október 6. | China Open, Peking              | Kemény      | Fabio Fognini      | Makszim Mirni Horia Tecău         | 4–6, 2–6            |

## Eredményei Grand Slam-tornákon

### Egyéniben
| Grand Slam | Australian Open | Australian Open    | Roland Garros | Roland Garros         | Wimbledon | Wimbledon             | US Open  | US Open               |
| Év         | Eredmény        | Utolsó ellenfél    | Eredmény      | Utolsó ellenfél       | Eredmény  | Utolsó ellenfél       | Eredmény | Utolsó ellenfél       |
| 2004       | -               | -                  | -             | -                     | -         | -                     | 2.kör    | Michaël Llodra        |
| 2005       | Selejtező (2)   | Selejtező (2)      | Selejtező (2) | Selejtező (2)         | 1.kör     | Davide Sanguinetti    | 1.kör    | Dominik Hrbatý        |
| 2006       | 1.kör           | Janko Tipsarević   | 1.kör         | Jevgenyij Koroljov    | 2.kör     | Andre Agassi          | 1.kör    | Gastón Gaudio         |
| 2007       | 2.kör           | Florian Mayer      | 1.kör         | Carlos Moyà           | 2.kör     | Fernando Verdasco     | 1.kör    | Agustín Calleri       |
| 2008       | 2.kör           | Mihail Juzsnij     | 1.kör         | Mario Ančić           | 3.kör     | Marat Szafin          | 3.kör    | Andy Roddick          |
| 2009       | 1.kör           | Roger Federer      | 2.kör         | Maximo González       | 3.kör     | Igor Andrejev         | 1.kör    | Philipp Kohlschreiber |
| 2010       | 1.kör           | John Isner         | 2.kör         | Philipp Kohlschreiber | 2.kör     | Tobias Kamke          | 1.kör    | Marcel Granollers     |
| 2011       | 2.kör           | Jo-Wilfried Tsonga | 2.kör         | Thomaz Bellucci       | 2.kör     | Márkosz Pagdatísz     | 1.kör    | Juan Mónaco           |
| 2012       | 1.kör           | Richard Gasquet    | 4.kör         | Novak Đoković         | 1.kör     | Gyenisz Isztomin      | 1.kör    | Tommy Robredo         |
| 2013       | 4.kör           | Jérémy Chardy      | 3.kör         | Nicolás Almagro       | 4.kör     | Juan Martín del Potro | 3.kör    | Gyenisz Isztomin      |
| 2014       | 2.kör           | Donald Young       | 3.kör         | David Ferrer          | 1.kör     | Leonardo Mayer        | 2.kör    | Nick Kyrgios          |
| 2015       | 4.kör           | Nick Kyrgios       | 1.kör         | John Isner            |           |                       |          |                       |

### Párosban
| Grand Slam | Australian Open            | Australian Open                  | Roland Garros               | Roland Garros                     | Wimbledon                 | Wimbledon                              | US Open                      | US Open                            |
| Év         | Eredmény Partner           | Utolsó ellenfél                  | Eredmény Partner            | Utolsó ellenfél                   | Eredmény Partner          | Utolsó ellenfél                        | Eredmény Partner             | Utolsó ellenfél                    |
| 2005       | –                          | –                                | –                           | –                                 | –                         | –                                      | 1. kör Davide Sanguinetti    | Robert Lindstedt Robin Söderling   |
| 2006       | –                          | –                                | 1. kör Davide Sanguinetti   | Bob Bryan Mike Bryan              | 1. kör Davide Sanguinetti | Lars Burgsmüller Oliver Marach         | 1. kör Philipp Kohlschreiber | Bob Bryan Mike Bryan               |
| 2007       | –                          | –                                | –                           | –                                 | –                         | –                                      | 1. kör Fernando Verdasco     | Tejmuraz Gabasvili Ivo Karlović    |
| 2008       | 1. kör Carlos Berlocq      | Nicolás Almagro Nicolás Massú    | 1. kör Simone Bolelli       | Marcelo Melo André Sá             | 1. kör Simone Bolelli     | Jeff Coetzee Wesley Moodie             | 1. kör Simone Bolelli        | Christopher Kas Philipp Petzschner |
| 2009       | Negyeddöntő Simone Bolelli | Lukáš Dlouhý Lijendar Pedzs      | 2. kör Simone Bolelli       | Bruno Soares Kevin Ullyett        | 1. kör Simone Bolelli     | Daniel Nestor Nenad Zimonjic           | 3. kör Simone Bolelli        | Makszim Mirni Andi Rám             |
| 2010       | 3. kör Simone Bolelli      | Michael Kohlmann Jarkko Nieminen | 1. kör Jeff Coetzee         | Viktor Troicki Dusan Vemic        | 2. kör Andrej Golubev     | Wesley Moodie Dick Norman              | 1. kör Simone Vagnozzi       | Ryan Harrison Robert Kendrick      |
| 2011       | 1. kör Dúdí Szela          | Santiago González Philipp Marx   | 1. kör Simone Vagnozzi      | Róhan Bópanna Iszámul-Hak Kuraisi | 1. kör Simone Vagnozzi    | Daniele Bracciali Frantisek Cermak     | Negyeddöntő David Marrero    | Jürgen Melzer Philipp Petzschner   |
| 2012       | 1. kör Simone Vagnozzi     | Marc López David Marrero         | 1. kör Flavio Cipolla       | Matthew Ebden Ryan Harrison       | 3. kör David Marrero      | James Cerretani Édouard Roger-Vasselin | 1. kör Robin Haase           | Santiago González Scott Lipsky     |
| 2013       | 2. kör Flavio Cipolla      | Bob Bryan Mike Bryan             | 2. kör Viktor Troicki       | Marcel Granollers Marc López      | 2. kör David Marrero      | Bob Bryan Mike Bryan                   | 1. kör Paolo Lorenzi         | Daniele Bracciali Lukáš Dlouhý     |
| 2014       | 2. kör Potito Starace      | Treat Conrad Huey Dominic Inglot | 1. kör Filippo Volandri     | Jonathan Eysseric Marc Gicquel    | 1. kör Paolo Lorenzi      | Daniel Nestor Nenad Zimonjic           | 2. kör Daniele Bracciali     | Mihail Kukushkin Michael Venus     |
| 2015       | 1. kör Paolo Lorenzi       | Eric Butorac Sam Groth           | 1. kör Szerhij Sztahovszkij | Alexander Peya Bruno Soares       |                           |                                        |                              |                                    |